# ماریا ایزابل دو براگانزا
ماریا ایزابل دو براگانزا (انگلیسی: Maria Isabel of Braganza؛ ۱۹ مه ۱۷۹۷ – ۲۶ دسامبر ۱۸۱۸) اهل پرتغال بود. وی همسر دوم فردیناند هفتم اسپانیا بود.